# Konoe Motomichi
Konoe Motomichi (jap. 近衛 基通; * 1160; † 1233), veraltet: Konoye Motomichi, war ein japanischer Sesshō und Kampaku (Regent) für drei Kaiser um 1180.

## Lebensweg
Konoe Motomichi war der Sohn des eigentlichen Gründers des Konoe-Zweiges der Fujiwara Motozane (近衛 基実). Seine Mutter war eine Tochter des Fujiwara no Tadataka.
Seine Karriere am Kaiserhof begann mit der Erhebung in den folgenden dritten Hofrang 1174. Im nächsten Jahr wurde er Gon-Chūnagon (権中納言; außerordentlicher mittlerer Kabinettsrat). Fünf Jahre später kam die Berufung zum Naidaijin, ein Posten, von dem er noch im selben Jahr zurücktrat, als er Kampaku wurde. Motomichi war ein Favorit des Ex-Kaisers Go-Shirakawa (r. 1155–58). Bis Januar 1180 war er Kampaku für Takakura, dann Sesshō für den 2-jährigen Antoku bis 1183 und erneut von 1184 bis 1186 (auch für Go-Toba). Die Beförderung in den folgenden ersten Rang erfolgte 1180. In diese Zeit fiel die mit großer Brutalität niedergeschlagene Verschwörung gegen die seit 1160 dominanten Taira. Der folgende Aufstand entwickelte sich zum Genpei-Krieg. Dabei verließ Motomichi 1183 den nach Westen fliehenden Kaiser und unterstützte in der Hauptstadt Go-Toba. 1196–98 war er erneut Kanpaku für Tsuchimikado, dann bis 1202 Sesshō für denselben Tennō.
Verheiratet war er mit Hiraiko (平位子), mit der er mindestens sieben Kinder hatte. Der älteste Sohn Iezane (近衛家実; 1179–1242) folgte ihm als Familienoberhaupt und später Regent nach. Mehrere jüngere Söhne wurden hochrangige buddhistische Geistliche, so Enchō (1180–1234; 円忠), Enjō (円浄) sowie Jizuchō (1190–1263, 静忠) im Kōfuku-ji einem Tempel der Hossō-Sekte in Nara; berühmt wegen seiner Mönchskrieger im Mittelalter.

## Quelle
- Berend Wispelwey (Hrsg.): Japanese Biographical Archive. Fiche 167, K.G. Saur, München 2007, ISBN 3-598-34014-1

| Personendaten    | Personendaten                                                          |
| ---------------- | ---------------------------------------------------------------------- |
| NAME             | Konoe, Motomichi                                                       |
| ALTERNATIVNAMEN  | 近衛 基通 (japanisch); Fukonji; Konoye Motomichi (veraltete Umschrift) |
| KURZBESCHREIBUNG | japanischer Regent                                                     |
| GEBURTSDATUM     | 1160                                                                   |
| GEBURTSORT       | Japan                                                                  |
| STERBEDATUM      | 1233                                                                   |